# Tour Servizi Tecnici Comunali
La tour Servizi Tecnici Comunali (en italien : Torre Servizi Tecnici Comunali) est un bâtiment de Milan en Italie.

## Histoire
Le bâtiment, conçu par les architectes Renato Bazzoni, Luigi Fratino, Vittorio Gandolfi et Aldo Putelli, est construit en 1963.
Le 29 mars 2019, le bâtiment est transféré à COIMA, qui l’acquiert à l’issue d’une vente aux enchères pour un prix de 175 millions d’euros.

## Description
La tour atteint une hauteur de 100 mètres pour 25 étages. Elle se distingue par une structure basse construite comme un pont à double arche au-dessus de la Via Melchiorre Gioia.